# Arandon-Passins
Arandon-Passins – gmina we Francji, w regionie Owernia-Rodan-Alpy, w departamencie Isère. W 2013 roku liczba ludności wynosiła 1753 mieszkańców. 
Gmina została utworzona 1 stycznia 2017 roku z połączenia dwóch ówczesnych gmin: Arandon oraz Passins. Siedzibą gminy została miejscowość Passins.